# NGC 23

NGC 23

إن جي سي 23 أو NGC 23 هي مجرة حلزونية تقع في كوكبة الفرس الأعظم.

في دليل مراقب أعماق السماء (بالإنجليزية: Webb Society Deep-Sky Observer's Handbook)‏، فإن المظهر المرئي لـ NGC 23 هو على النحو التالي:

مشرق، ذو تمديد ناقص؛ مع هيكل نووي مشرق بشكل ملحوظ وممدود؛ كما أن المجرة على الأرجح متفاعلة مع NGC 9.

## معرض الصور

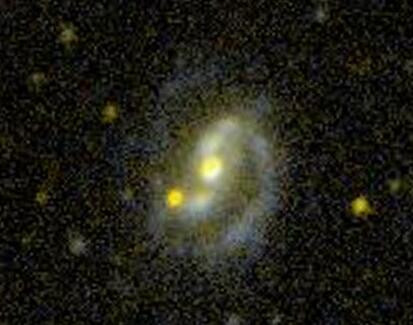
مستكشف تطور المجرات (الأشعة فوق البنفسجية)
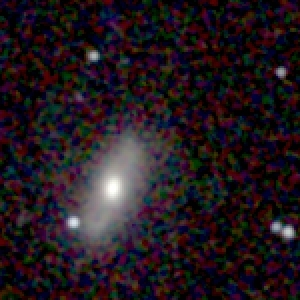
مسح ميكروي ثنائي لكامل السماء (قريبة من الأشعة تحت الحمراء)
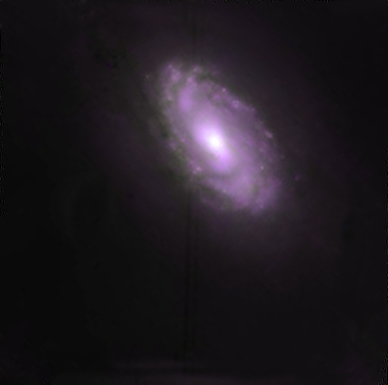
هابل (بصري)

## وصلات خارجية
- NGC 23 على موقع ويكي سكاي: DSS2, SDSS, GALEX, IRAS, Hydrogen α, X-Ray, Astrophoto, Sky Map, Articles and images